# 新加坡管理發展學院
新加坡管理發展學院（英文：Management Development Institute of Singapore，簡稱MDIS）是新加坡一所創立於1956年的私人学院。

## 沿革

### 女皇鎮校區
女皇鎮是MDIS主校區的所在地。受限於土地資源，目前於此求學的學子約於13,000人左右。近年MDIS已投入3500萬新加坡幣，以用於更新教學和運動設施。為擴大招收新生和增加教授學科，MDIS已另覓新校園，以便學習人口成長至目標所訂的15,000人；其中MDIS預期，未來的國際學生將佔全數中的2/3。

## 外部連結
- 官方网站
- 新加坡管理发展学院（MDIS）官方网站 （页面存档备份，存于）（简体中文）